# Segonzactis hartogi
Segonzactis hartogi is een zeeanemonensoort uit de familie Condylanthidae.
Segonzactis hartogi is voor het eerst wetenschappelijk beschreven door Dimitris & Chariton in 2002.